# Mezinárodní soutěž Leoše Janáčka v Brně
Mezinárodní soutěž Leoše Janáčka v Brně (ve zkratce MSLJ) je soutěží, která nese jméno světoznámého skladatele Leoše Janáčka a má souvislost s jeho tvorbou. Cílem soutěže je vyhledávání mladých talentovaných umělců. Pořadatelem soutěže je od roku 1994 Hudební fakulta Janáčkovy akademie múzických umění v Brně.
V pětiletých cyklech se pravidelně střídají obory klavír, varhany, violoncello, kontrabas, flétna, klarinet, smyčcové kvarteto, housle, lesní roh a tuba.
Věkový limit je u sólových oborů 35 let (v den zahájení soutěže nesmí být kandidátovi 36 let), u smyčcového kvarteta nesmí součet věku jeho členů ke dni zahájení soutěže přesáhnout 140 let.